# Droga de Americana!
Droga de Americana! é um livro de Pedro Bandeira, lançado em 2001, que narra as aventuras de 5 adolescentes, Os Karas, para solucionar um sequestro envolvendo a filha do presidente americano e Magrí.A filha do presidente vai ao Brasil para uma competição de ginástica, mas ela é sequestrada e solta num balcão  por bandidos de uma gangue.
É uma das continuações do best-seller A Droga da Obediência.

## Produção
Pedro Bandeira pretendia escrever um livro chamado "A Droga Virtual", que seria uma sequência da série Os Karas, e se focasse sobre a área internet, mas à medida que escrevia, percebia que os programas que usava, e a própria internet mudava a cada dia, de modo que o livro ficava obsoleto muito antes de ser terminado. Por esta razão, ele diminuiu consideravelmente a parte sobre internet e transformou o conteúdo no que passou a ser "A Droga de Americana".